# Горгоноцефалиды
Горгоноцефалиды (лат. Gorgonocephalidae) — семейство иглокожих из отряда ветвистых офиур (Euryalida) класса офиур.

## Описание
Морские иглокожие. Gorgonocephalidae это крупнейшие офиуры (вид Gorgonocephalus stimpsoni достигает 70 см по длине рук-лучей с диаметром диска 14 см).
Диск округлый; плоский (примерно на уровне рук-лучей). Дорсальный диск гранулами; со скрытыми первичными пластинами; с чешуей; без шипов. Чешуя на спинном диске без бугорков. Имеется радиальный экран; с/без гранул; длина более половины радиуса диска. Форма рук-лучей неразветвлённая или разветвлённая; длина более 4-кр. диаметра диска; покрытие с гранулы. Гребни лучей отсутствуют. Дополнительная дорсальная пластина лучей отсутствует. Вентральная пластина для лучей развита.  Дополнительная вентральная пластинка лучей отсутствует.

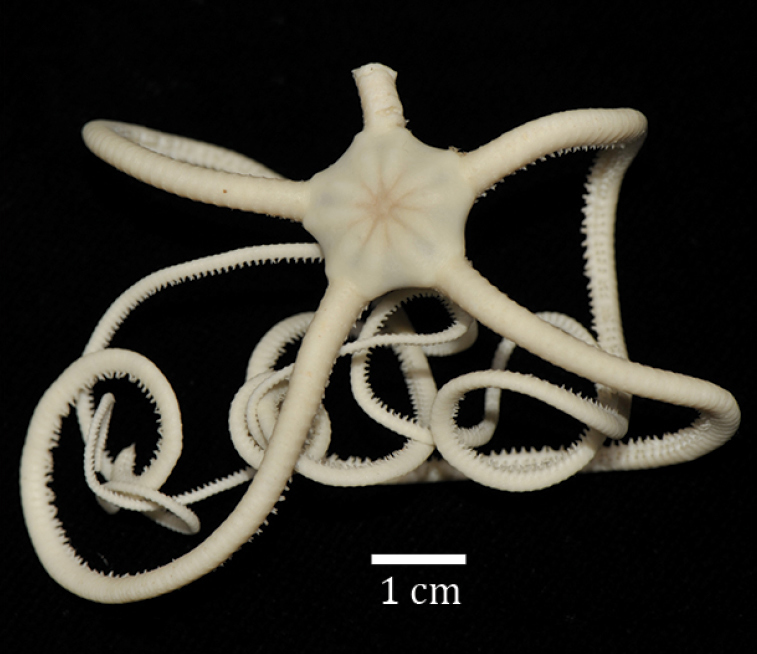
Astrotoma agassizii
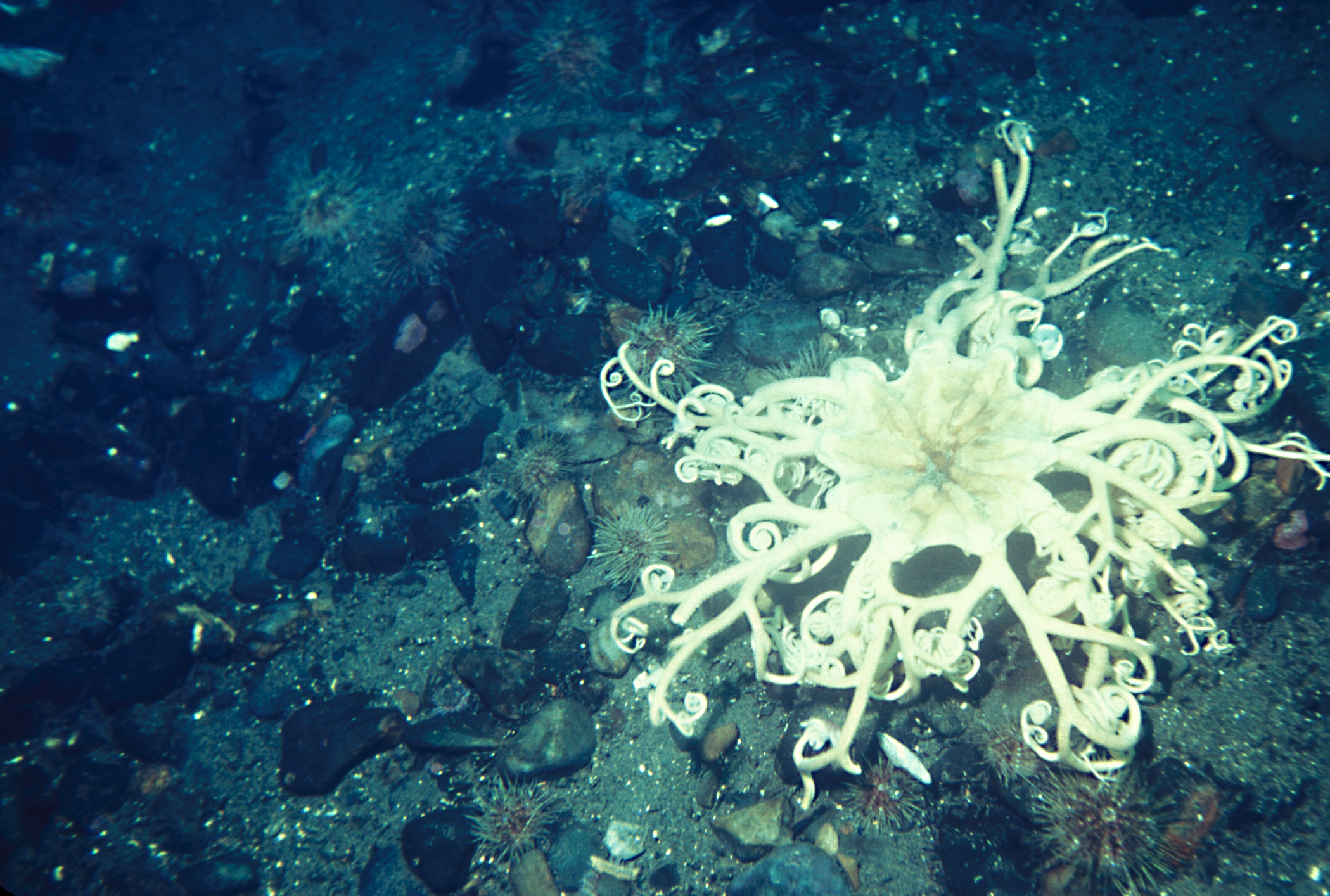
Astrophyton muriatum
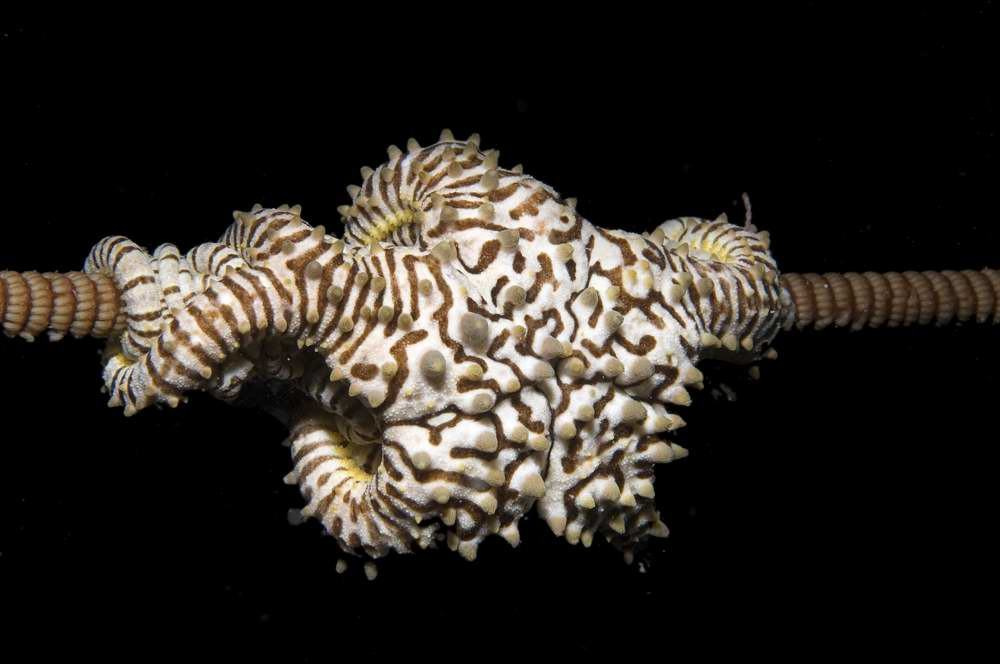
Conocladus australis

## Классификация
Выделяют следующие родовые таксоны:
- Asteroporpa Örsted & Lütken in: Lütken, 1856
- Astracme Döderlein, 1927
- Astroboa Döderlein, 1911
- Astrocaneum Döderlein, 1911
- Astrochalcis Koehler, 1905
- Astrochele Verrill, 1878
- Astrochlamys Koehler, 1912
- Astrocladus Verrill, 1899
- Astroclon Lyman, 1879
- Astrocnida Lyman, 1872
- Astrocrius Döderlein, 1927
- Astrocyclus Döderlein, 1927
- Astrodendrum Döderlein, 1911
- Astrodictyum Döderlein, 1927
- Astroglymma Döderlein, 1927
- Astrogomphus Lyman, 1870
- Astrogordius Döderlein, 1911
- Astrohamma Döderlein, 1930
- Astrohelix Döderlein, 1930
- Astroniwa McKnight, 2000
- Astrophyton Fleming, 1828
- Astroplegma Döderlein, 1927
- Astrosierra Baker, 1980
- Astrospartus Döderlein, 1911
- Astrothamnus Matsumoto, 1915
- Astrothorax Döderlein, 1911
- Astrothrombus H.L. Clark, 1909
- Astrotoma Lyman, 1875
- Astrozona Döderlein, 1930
- Conocladus H.L. Clark, 1909
- Gorgonocephalus Leach, 1815
- Ophiocrene Bell, 1894
- Ophiozeta Koehler, 1930
- Schizostella A.H. Clark, 1952